# Angela (Marvel Comics)
Angela è un personaggio immaginario dei fumetti, creato da Neil Gaiman (testi) e Todd McFarlane (disegni), pubblicato prima da Image Comics e poi da Marvel Comics. La sua prima apparizione avviene in Spawn (Vol. 1) n. 9 (marzo 1993), mentre il suo esordio nell'Universo Marvel avviene in Age of Ultron (Vol. 1) n. 10 (agosto 2013).
Angela è una cacciatrice di taglie del Paradiso, avversaria ricorrente oppure un'alleata in occasione di Spawn, con cui ha un complicato rapporto di "amore-odio" (nonché interesse amoroso dell'antieroico demone vigilante), Angela è stata al centro di una contesa legale tra McFarlane e Gaiman. Quest'ultimo si è aggiudicato i diritti del personaggio e li ha in seguito venduti alla Marvel, la quale l'ha integrata nella continuity del suo universo narrativo facendone una cacciatrice di taglie del Decimo Regno (Il Paradiso) di origini asgardiane in quanto figlia perduta di Odino e Frigga, sorellastra di Thor e sorella adottiva di Loki: Aldrif Odinsdottir.

## Storia editoriale
Dopo il suo esordio nel marzo 1993 su Spawn n. 9, il personaggio di Angela è comparso nei numeri 62 (giugno 1997), 89 (novembre 1999) e da 96 a 100 (giugno-novembre 2000) della testata divenendo, contemporaneamente, protagonista di una miniserie di tre numeri a opera di Neil Gaiman e Greg Capullo intitolata semplicemente Angela e pubblicata dal dicembre 1994 al febbraio 1995, nonché nei crossover Rage of Angels, del 1996, e Aria/Angela: Heavenly Creatures (febbraio-ottobre 2000).
Todd McFarlane, creatore di Spawn, ha collaborato con alcuni dei più importanti autori di fumetti del panorama degli anni novanta per la scrittura della serie regolare dedicata al personaggio, tra i quali, per l'appunto, Neil Gaiman che, durante tale collaborazione, ha contribuito a dar vita a Angela, Cogliostro e lo Spawn medievale. Dato che tutti e tre i personaggi sono stati co-creati assieme a McFarlane, anche alla fine del coinvolgimento di Gaiman nella testata hanno continuato ad apparirvi e i primi due sono addirittura stati presenti nella trasposizione cinematografica e in quella animata, tuttavia, nonostante l'iniziale accordo di suddivisione dei diritti legali dei personaggi, McFarlane si è successivamente rifiutato di riconoscere a Gaiman la sua quota affermando che il lavoro dell'autore britannico è stato svolto su commissione e, dunque, in assenza di un contratto che stabilisse il contrario, egli avrebbe avuto ragione di considerare interamente proprie le suddette creazioni. Ciò ha portato Gaiman a citare in giudizio McFarlane e la Image Comics nel 2002 vincendo e ottenendo la distribuzione in parti uguali dei diritti sui tre personaggi tra i due autori che, nel 2012, hanno risolto le loro divergenze con un accordo che ha consegnato la piena proprietà dei diritti di Angela a Gaiman.
Il 21 marzo 2013, in concomitanza con il ritorno di Gaiman alla Marvel Comics, il redattore capo Joe Quesada ha dichiarato che Angela sarebbe stata introdotta nella continuity dell'Universo Marvel a partire dal finale del crossover Age of Ultron; il 9 maggio dello stesso anno Entertainment Weekly pubblica la prima immagine del personaggio dopo il redesign a opera dello stesso Quesada. È stato in seguito confermato che Gaiman ha venduto tutti i diritti sul personaggio alla Marvel.

## Biografia del personaggio

### Origini
Nata ad Asgard, dai sovrani del regno Odino e Frigga, Aldrif, primogenita della famiglia reale dopo due fratellastri da parte di padre (Thor e Vidar), tre fratelli maggiori (Balder, Tyr e Hermod) e un fratello adottivo (Loki), viene rapita poco dopo la nascita dalla Regina degli Angeli nel corso di una guerra tra Asgard e il Paradiso minacciando di assassinarla qualora gli asgardiani non avessero dichiarato la resa, tale ricatto non sortisce l'effetto sperato su Odino e, di conseguenza, Aldrif viene trafitta e apparentemente uccisa dalla sovrana, portando Odino e Frigga a decidere, in un impeto d'ira, di staccare il Paradiso sia da Yggdrasill che dagli altri Nove Mondi cancellandone completamente il ricordo e maledicendo le anime dei suoi abitanti destinandole tutte a Hel. Intrappolata nei confini del suo regno assieme ai suoi simili, la Regina degli Angeli, nell'atto di sbarazzarsi del corpo della neonata, scopre che questa è miracolosamente sopravvissuta alle ferite, cosa che la lascia tanto impressionata da decidere di crescerla tra la sua gente facendo di lei una guerriera e ribattezzandola "Angela".

### Guardiani della Galassia
Come conseguenza di una frattura spazio-temporale provocata incidentalmente da Wolverine durante uno dei suoi molteplici viaggi nel passato per impedire l'ascesa di Ultron, Angela viene strappata al Paradiso e si ritrova nella dimensione di Midgard. In un misto di rabbia e confusione, la Cacciatrice si reca verso la Terra venendo intercettata da Gamora e dando origine a uno scontro con i Guardiani della Galassia, che riescono a sconfiggerla e a chiarire poi la situazione offrendosi di accompagnarla sulla Terra affinché la possa vedere con i propri occhi; in seguito Angela passa un breve periodo in qualità di membro ufficiale del gruppo, per poi fare ritorno alla sua dimensione natia dopo aver percepito che è stata ricollegata agli altri Nove Mondi.
Tornata in Paradiso, Angela affronta Thor, Loki e Odino scoprendo le sue vere origini e venendo invitata a tornare alla sua vera patria, proposta che inizialmente essa rifiuta in quanto  cresciuta nella convinzione che tutti gli asgardiani siano nemici, tuttavia, quando gli altri angeli scoprono la verità sul suo retaggio, la bandiscono dal loro regno non lasciandole altra scelta che tornare dalla sua vera famiglia.
In seguito, Angela prende la decisione di esplorare gli altri regni di Yggdrasill come cacciatrice di taglie ricongiungendosi a una sua vecchia amica che fino ad allora aveva creduto morta: Sera.

### Assassina di Asgard
Alla nascita di sua sorella minore Laussa, seconda figlia di Odino e Freyja, Angela la rapisce con la collaborazione di Sera, un gruppo di Elfi Oscuri e i Guardiani della Galassia. Raggiunta dalle truppe asgardiane guidate dal fratellastro, essa rivela che il suo gesto è dovuto al fatto che durante il concepimento della bambina il demone Surtur vi abbia influito negativamente divenendone il "terzo genitore" e, per tanto, essa debba essere portata in Paradiso e purificata dall'influenza demoniaca nella fornace del regno celeste. Compiuta tale missione, Angela viene perdonata dalla madre che, tuttavia, è costretta a bandirla da Asgardia a causa della gravità delle sue azioni e delle sue alleanze; contemporaneamente scopre che la persona che l'ha accompagnata nella sua missione passandosi per Sera è in realtà Malekith il Maledetto, desideroso di spurgare Laussa dall'influenza di Surtur in quanto possibile intralcio alle sue mire di conquista dei Dieci Regni. In cambio del silenzio di Angela in merito al suo coinvolgimento nell'operazione, il signore degli Elfi Oscuri le rivela che la vera Sera si trova prigioniera nel regno di Hel, cosa che spinge la cacciatrice di taglie a recarsi in suo soccorso sollevando l'intero regno contro Hela ed usurpandone il ruolo di sovrana unicamente per abdicare e fare ritorno sulla Terra subito dopo aver liberato le anime di Sera e degli altri angeli.

## Poteri e abilità
Angela possiede i poteri comuni a tutti gli asgardiani, quali forza, agilità, velocità, riflessi e resistenza sovrumani dovuti al fatto che pelle e ossa asgardiane siano all'incirca tre volte più dense di quelle di un comune essere umano. La sua longevità è inoltre quasi illimitata e, raggiunta la maturità, il suo invecchiamento si è praticamente cristallizzato, inoltre non può morire se non venendo uccisa. Angela è un'esperta di combattimento e armi bianche addestrata nelle tecniche degli angeli del Paradiso e capace di affrontare senza troppi problemi l'intera formazione dei Guardiani della Galassia e perfino Thor.
Non essendo un vero abitante del Paradiso, Angela è sprovvista di ali organiche, tuttavia dimostra di essere perfettamente in grado di volare nel vuoto dello spazio cosmico.

## Altre versioni

### Image Comics
Nella versione originale Image Comics, Angela è veramente un angelo del Paradiso incaricata di uccidere Spawn. Dopo aver fallito il suo primo tentativo viene messa sotto processo dal Paradiso ed è proprio il demone a salvarla testimoniando che aveva effettivamente una regolare "licenza" per ucciderlo. Successivamente i due vengono rinchiusi in una dimensione tascabile dove essa tenta un'ultima volta di assassinarlo senza successo; in seguito Spawn ristruttura la realtà facendo in modo che essi possano fare ritorno al mondo reale, dove Angela viene privata del "permesso" di usare le proprie armi contro Spawn; ciò permette ai due di risolvere le loro tensioni dando inizio a una relazione sentimentale terminata nel momento in cui Angela viene uccisa dal demone dell'ottavo cerchio dell'inferno Malebolgia, evento a seguito del quale Spawn riconsegna il suo corpo agli angeli, presumibilmente, affinché la riportino in vita.

### 1602
Nella realtà di 1602, suor Angela è un'adepta del Sacro Ordine, cavalieri templari agli ordini di re Giacomo I d'Inghilterra e incaricati di cacciare le "streghe" nel Nuovo Mondo.

### Thors
Nella miniserie M.O.D.O.K. Assassin, Aldrif Doomsdottir è un membro dei Thors, corpo di mantenimento della pace di Battleworld, armata di un martello magico chiamato Demonslayer.

## Altri media

### Cinema
- Angela compare brevemente in cameo nel film Spawn (1997), interpretata da Laura Stepp.[30]
- Alcuni elementi del personaggio di Angela sono stati ripresi per Hela nel film del Marvel Cinematic Universe Thor: Ragnarok (2017).[31]

### Televisione
- Angela compare in un episodio della serie animata Spawn.
- Angela compare nella serie animata Guardiani della Galassia.

### Videogiochi
- Angela compare in Marvel: Avengers Alliance.
- Angela compare in Marvel Heroes.
- Angela compare in Guardians of the Galaxy: The Universal Weapon, ispirato al film del 2014 Guardiani della Galassia.
- Angela compare come personaggio giocabile in Marvel: Sfida dei campioni.
- Angela compare come personaggio giocabile in Marvel Future Fight.
- Angela compare in Marvel Snap.

### Musica
- Il brano della band power metal Iced Earth "The Hunter" dell'album del 1996 ispirato ai fumetti di Spawn[32] The Dark Saga, è interamente dedicato al personaggio di Angela.